# Ким Дживон (актриса)
Ким Дживон (кор. 김지원; Ханча: 金智媛; род. 19 октября 1992) — южнокорейская актриса. Она привлекла внимание благодаря своим ролям в телесериалах «Наследники» (2013), «Потомки солнца» (2016), «Сражаюсь за свой путь» (2017), «Хроники Асадаля» (2019) и «Королева слёз» (2024).
Успех телевизионных драм Ким по всей Азии сделал её звездой Халлю.

## Биография
Ким Дживон родилась 19 октября 1992 года в Сеуле, у неё есть старшая сестра, которая старше её на два года. После окончания средней школы Пэкам она продолжила обучение драматическому искусству в университете Донгук.

### Начало карьеры (2008—2012)
Ким обучалась пению и актёрскому мастерству, но предпочла последнее. Она была бэк-вокалисткой певицы Юнха и появилась в её видеоклипе «Gossip Boy» в 2008 году под сценическим псевдонимом JessicaK. После съемок в рекламных роликах она стала известна как «Oran C Girl» и «Lollipop Girl (Девушка с леденцом)». Её также звали Маленькая Ким Тхэхи из-за её сходства с этой актрисой. Ким дебютировала как актриса в драме «Миссис Сайгон».
Ким впервые привлекла внимание после того, как снялась в ситкоме 2011 года «Неудержимый пинок 3: Месть коротышки». Затем она получила свою первую главную телевизионную роль в музыкальной драме «Что случилось» и дебютировала в романтической мелодраме «Возлюби ближнего своего». В 2012 году Ким снялась в школьной драме «Для тебя во всем цвету» и фильме ужасов «Истории ужасов». Ким также появилась в дебютном видеоклипе Пэк Сын Хона «Till the Sun Rises» вместе с Ким Джэджуном из JYJ.

### Подъём популярности (2013—2016)
В 2013 году Ким сыграла одну из главных ролей в специальной драме канала KBS «В ожидании любви» о том, как четыре разных молодых человека с разными взглядами на любовь начинают встречаться друг с другом. В том же году Ким снялась в молодёжной драме «Наследники», где она сыграла модную и надменную наследницу. Популярность драмы подняла престиж Ким и принесла ей награду New Star Award на церемонии вручения наград SBS Drama Awards.
В 2014 году Ким снялась в криминальном триллере «Каптони» в роли старшеклассницы и художника вебтунов. В том же году она сыграла роль второго плана в мелодраме канала KBS «Причина, по которой я выхожу замуж». В декабре 2014 года Ким подписала эксклюзивный контракт с King Kong Entertainment.
В 2015 году Ким вместе с Со Джисуб снялась в романтическом веб-сериале «Один солнечный день». В том же году Ким сыграла эпизодическую роль в драме TVN «Под прикрытием» в роли девушки Ким Бома.
В 2016 году Ким снялась в военной романтической драме канала KBS2 «Потомки солнца», сыграв военного хирурга. Драма стала общеазиатским хитом, и её успех принес Ким дальнейшее признание за пределами Кореи. В конце года она провела церемонию вручения наград KBS Drama Awards с Пак Погомом и Чон Хён Му, где получила премию в категории «Excellence Award». Ким также получила награду за лучшую женскую роль второго плана на APAN Star Awards.

### Ведущие роли (с 2017 года)
В 2017 году Ким сыграла свою первую главную роль в романтической комедийной драме канала KBS2 «Сражаюсь за свой путь» вместе с Пак Со Джуном. Она играла сотрудницу универмага на стойке информации, мечтающую стать диктором. Сериал имел успех и укрепил статус Ким как ведущей актрисы. Ким ещё раз выиграла премию «Excellence Award» на церемонии вручения наград KBS Drama Awards.
В последующих интервью Ким говорила о желании сниматься в исторических драмах, так как ей нравятся поэзия прошедших времен, метафоры и сравнения, исчезнувшие в современном языке и культуре. Поэтому в 2018 году она согласилась на роль в третьем эпизоде мини-сериала «Детектив К», «Детектив К: Секрет кровавого демона». Она играет роль таинственной молодой женщины, которая теряет память и присоединяется к расследованию. Актриса отмечала, что роль для неё оказалось сложной, но ей помогла поддержка коллег. Ким и её партнёр по фильму «Потомки солнца» Ё Джингу сыграли эпизодические роли в исторической драме Ким Ынсук «Мистер Солнечный Свет».
В 2019 году Ким сыграла роль Тан Я, жрицы из племени Вахан и возлюбленной героев Сон Чжун Ки, в фэнтезйно-историческом сериале «Хроники Асадаля». В этой драме снова воссоединились Сон и Ким, которые снимались вместе в популярной драме 2016 года «Потомки солнца».
В феврале 2020 года Ким подписала контракт с новым агентством S.A.L.T Entertainment. В сентябре было подтверждено, что она появится в многосезонном веб-сериале «Любовь в большом городе» компании Kakao TV, который будет изображать настоящие любовные истории молодых людей, которые отчаянно живут с «другим я» в сложном городе. Первый сериал Lovestruck in the City вышел в эфир 22 декабря 2020 года и были доступны на Netflix.

## Фильмография

### Фильмы
| Год  | Название                              | Роль               | Примечания       | Ссылки |
| ---- | ------------------------------------- | ------------------ | ---------------- | ------ |
| 2011 | «Возлюби ближнего своего»             | Чой Мими           |                  | [ 12 ] |
| 2012 | «Истории ужасов»                      | Ким Дживон         | История «Начало» | [ 15 ] |
| 2013 | «Истории ужасов 2»                    | Са Танхи           | История «Побег»  | [ 49 ] |
| 2018 | «Детектив К: Секрет кровавого демона» | Вольён / Принцесса |                  | [ 41 ] |

### Телевизионные сериалы
| Год     | Название                               | Роль             | Канал   | Примечания                                  | Ссылки        |
| ------- | -------------------------------------- | ---------------- | ------- | ------------------------------------------- | ------------- |
| 2008    | Миссис Сайгон                          | Хёрён            | KNN     |                                             |               |
| 2011    | «Неудержимый пинок 3: Месть коротышки» | Ким Джи Вон      | MBC     |                                             | [ 10 ]        |
| 2011    | «Что случилось»                        | Пак Тэ-и         | MBN     |                                             | [ 11 ]        |
| 2012    | «Для тебя во всем цвету»               | Сеол Ханна       | SBS     |                                             | [ 14 ]        |
| 2013    | «Наследники» (2013)                    | Рейчел Ю         | SBS     |                                             | [ 19 ]        |
| 2013    | В ожидании любви                       | Чой Сэром        | KBS2    |                                             | [ 50 ]        |
| 2014    | «KBS Специальная драма»                | Ким Джиён        | KBS2    | Эпизод «Причина, по которой я выхожу замуж» | [ 51 ]        |
| 2014    | «Каптони»                              | Ма Джиул         | tvN     |                                             | [ 23 ]        |
| 2015    | «Под прикрытием»                       | Мин Тэхи         | tvN     | Камео (Эпизоды 1-2, 9-10)                   | [ 27 ]        |
| 2016    | Потомки солнца                         | Юн Мёнджу        | KBS2    |                                             | [ 28 ]        |
| 2017    | «Сражаюсь за свой путь»                | Чой Аэра         | KBS2    |                                             | [ 35 ]        |
| 2018    | Мистер Саншайн                         | Ким Хиджин       | tvN     | Камео (Эпизод 1)                            | [ 42 ]        |
| 2019    | «Хроники Асадаля»                      | Тан Я            | tvN     |                                             | [ 43 ] [ 52 ] |
| 2020-21 | «Любовь в большом городе»              | Ли Ыно / Юн Суна | KakaoTV |                                             | [ 53 ]        |
| 2022    | Мой дневник освобождения               | Ём Минджон       | JTBC    |                                             | [ 54 ]        |
| 2024    | Королева слёз                          | Хон Хэ Ин        |         | Главная героиня                             |               |

### Веб-сериалы
| Год  | Название              | Роль    | Канал   | Ссылки |
| ---- | --------------------- | ------- | ------- | ------ |
| 2014 | «Один солнечный день» | Девушка | Line TV | [ 26 ] |

### Хостинг
| Год  | Название              | Канал | Примечания                | Ссылки |
| ---- | --------------------- | ----- | ------------------------- | ------ |
| 2016 | 30-я KBS Drama Awards | KBS2  | с Пак Погомом и Чон Хёнму | [ 55 ] |

### Музыкальные клипы
| Год  | Название                              | Исполнитель | Видео  |
| ---- | ------------------------------------- | ----------- | ------ |
| 2008 | «Gossip Boy» в альбоме Юнхи «Someday» | Юнха        | [ 56 ] |
| 2012 | «Until the Sun Rises»                 | Пэк Сынхён  | [ 57 ] |

## Дискография
| Год  | Название песни           | Альбом/сериала                                     | Примечания               |
| ---- | ------------------------ | -------------------------------------------------- | ------------------------ |
| 2010 | «По следам звезд в небе» |                                                    | OranC Commercial         |
| 2011 | «Над радугой»            | Саундтрек в «Неудержимый пинок 3: Месть коротышки» |                          |
| 2012 | «Might Gonna»            | What’s Up OST (Японское издание)                   | с Чо Чон Сок и Ян Дживон |

## Награды и номинации
| Год  | Премия                        | Категория                                 | Номинируемая работа   | Результат | Ссылка |
| ---- | ----------------------------- | ----------------------------------------- | --------------------- | --------- | ------ |
| 2013 | 21-я SBS Drama Awards         | New Star Award                            | «Наследники» (2013)   | Победа    | [ 59 ] |
| 2014 | 2-я Asia Rainbow TV Awards    | Best Supporting Actress                   | «Наследники» (2013)   | Номинация |        |
| 2016 | 5-я APAN Star Awards          | Best Supporting Actress                   | Потомки солнца        | Победа    | [ 60 ] |
| 2016 | 5-я APAN Star Awards          | Best Couple Award (с Джин Гу)             | Потомки солнца        | Номинация |        |
| 2016 | 1-я Asia Artist Awards        | Best Celebrity Award, Actress             | Потомки солнца        | Победа    | [ 61 ] |
| 2016 | 30-я KBS Drama Awards         | Excellence Award, Actress in a Miniseries | Потомки солнца        | Победа    | [ 62 ] |
| 2016 | 30-я KBS Drama Awards         | Best New Actress                          | Потомки солнца        | Победа    | [ 62 ] |
| 2016 | 30-я KBS Drama Awards         | Best Couple (с Джин Гу)                   | Потомки солнца        | Победа    | [ 62 ] |
| 2016 | Yahoo! Asia Buzz Awards       | Asia Popular Artist Award                 | н/д                   | Номинация |        |
| 2017 | 1-я Elle Style Awards (Korea) | Young Icon Award                          | н/д                   | Победа    | [ 63 ] |
| 2017 | 31-я KBS Drama Awards         | Top Excellence Award, Actress             | Сражаюсь за свой путь | Номинация | [ 39 ] |
| 2017 | 31-я KBS Drama Awards         | Excellence Award, Actress in a Miniseries | Сражаюсь за свой путь | Победа    | [ 39 ] |
| 2017 | 31-я KBS Drama Awards         | Netizen Award — Female                    | Сражаюсь за свой путь | Победа    | [ 39 ] |
| 2017 | 31-я KBS Drama Awards         | Best Couple (c Пак Со Джуном)             | Сражаюсь за свой путь | Победа    | [ 39 ] |
| 2018 | KBS WORLD Global Fan Awards   | Best Couple (c Пак Со Джуном)             | Сражаюсь за свой путь | Победа    | [ 64 ] |
| 2019 | 12-я Korea Drama Awards       | Excellence Award, Actress                 | Хроники Асадаля       | Номинация | [ 65 ] |